# Yoo Hyeonjong
Yoo Hyeonjong es un novelista surcoreano conocido por sus obras de ficción histórica.

## Biografía
Nació el 25 de febrero de 1939 en Jeonju, la capital de la provincia de Jeolla del Norte, Corea del Sur, en el seno de una familia originaria de Gangneung, aunque algunas fuentes dicen que nació en 1940. Se graduó en Escritura Creativa en la Escuela de Artes Sorabol de Gwangju.

## Obra
Debutó en la literatura con el relato corto "Esta piedra insignificante" (Tteut isseulsu eomneun idolmaengi, 1961) es una emotiva historia de comunicación sin palabras a través de una piedra de forma curiosa entre dos soldados coreanos de bandos contrarios en el área desmilitarizada. La obra describe cómo un objeto común y corriente se convierte en algo con un gran significado cuando ocasiona el contacto de dos personas que deben seguir siendo enemigos. Por este simple cuento, que es una crítica indirecta a la trágica realidad de la división de Corea, recibió el premio a nuevos escritores de la revista Jayu Munhak en 1961, el año que se graduó de Escritura Creativa en la Escuela de Artes Sorabol.
Sus posteriores obras se han inclinado más a la teatralidad y al punto de vista panorámico. En Gigante (Geoin), el protagonista tiene una fuerza y voluntad casi sobrehumanas y este tipo de superhéroe tiene aparición en casi todas sus novelas históricas. Aborda una gran cantidad de personajes y sucesos en estas sagas. Gran fuego (Deul bul, 1975) trata de los rebeldes del movimiento Donghak a finales de la dinastía Joseon. Yeongaesomun (1978) retrata las heroicas hazañas de Yeongaesomun, el afamado general del reino de Goguryeo. Por otro lado, la accidentada vida de una compañía itinerante homónima es el tema de Namsadang. Además, ha escrito sobre la vida de figuras históricas como el monje y geomántico Myocheong de Goryeo, el marino mercante Jang Bogo del periodo Silla, el bandido Im Kkeok-jeong y el pintor Jang Seung-eop. Su inclinación por el teatro también le hizo ser un dramaturgo destacado y ha escrito obras como Historia de un noble (Yangbanjeon) y Un titiritero para nuestros tiempos (Urideurui gwangdaewon). Recibió el premio de Literatura Contemporánea en 1969 y el premio de Escritura Creativa de Corea en 1976.

## Obras en coreano
- Ciudad de descontento, 1968 (불만의 도시)
- Gran fuego, 1975 (들불)
- Yongaesomun, 1978 (연개소문)
- Las tres patrullas de elite, 1980 (삼별초)
- Carretera del norte al monte paraíso, 1980 (천산북로)
- El camino del rey, 1981 (왕도)
- Im Kkok-chong, 1986 (임꺽정)
- Jang Bogo, 1988 (장보고)
- Chonggam-nok, 1990 (정감록)
- Hwangsan, 1989 (황산)
- Daejoyeong, 1990 (대조영)

## Premios
- Premio literario Hyundai Munhak, 1969
- Premio de Escritura Creativa de Corea, 1976